# 弟切草
《弟切草》是Chunsoft开发并发行的视觉小说。游戏于1992年3月在日本超级任天堂首发，1999年3月在PlayStation再版。游戏于2007年和2014年分别在Wii与Wii U的Virtual Console上再版。
《Fami通》为PlayStation版打出30/40分。
游戏被改编为同名电影，2001年1月放映。